# Лаздинайский мост
Лаздинайский мост (лит. Lazdynų tiltas) — автомобильный мост через реку Нярис в Вильнюсе, Литва. Является частью Западного обхода города. Соединяет районы Вилкпеде и Лаздинай.

## Расположение
Расположен в створе улицы Oсло (лит. Oslo gatvė) и проспекта Лайсвес (лит. Laisvės prospektas), соединяя их с улицей Тукстантмячё (лит. Tūkstantmečio gatvė). 
Выше по течению находится Вингисский мост, ниже — Букчайский мост.

## История
Проект был разработан ленинградским институтом «Ленгипротрансмост». Мост построен в 1969 году. Строительство моста осуществляло Вильнюсское мостостроительное управление №2 (лит. Vilniaus tiltų statybos valdyba Nr.2), руководителем работ был В. Янкаускас (лит. Vytautas Jankauskas).
К концу 2000-х годов состояние моста было признано аварийным, из 23 шарниров 17 были повреждены. Также увеличивался прогиб консолей пролетного строения (16,8 мм за год). В ноябре 2008 года в рамках реконструкции Западного обхода Вильнюса начались работы по реконструкции моста. Компания AB «Panevėžio keliai» занималась реконструкцией существующего моста, компания AB «Kauno tiltai» выполняла работы по строительству новой части моста. 
Реконструкция существующего моста включала в себя ремонт и усиление железобетонных конструкции моста, установку новых опорных частей и шарниров моста, замену гидроизоляции и покрытия проезжей части и тротуаров, переустройство инженерных сетей, освещения и контактной сети троллейбусной линий, устройство водоотвода, установку нового перильного ограждения. В ходе работ рядом с существующим мостом ниже по течению был построен металлический балочный мост, пролетное строение которого повторяло очертания старого моста. Ширина проезжей части увеличилась с 6 до 8 полос движения, общая ширина моста увеличилась до 39 м. 
Металлоконструкции нового моста были изготовлены компанией UAB «ViaCon Projektai». Монтаж балок производился одновременно с обоих берегов при помощи гидравлических домкратов двойного действия. 
Движение по мосту было открыто в конце августа 2010 года. 12 ноября того же года государственная комиссия приняла работы по реконструкции моста. Общая стоимость реконструкции составила 128 млн лит, из которых 69,6 млн лит были выделены Европейским союзом.

## Конструкция
Мост четырёхпролётный, состоит из 2 мостов, расположенных рядом: железобетонного рамного моста с верховой стороны (старый) и металлического балочного неразрезного с низовой стороны (новый). Схема разбивки на пролёты: 33,0 + 50,0 + 100,0 + 50,0 м. Пролётное строение железобетонного моста состоит из 5 главных балок коробчатого сечения, собранных из блоков заводского изготовления и объединенных между собой пучками преднапряжённой арматуры. Пролётное строение металлического моста состоит из 4 стальных неразрезных балок двутаврового сечения с криволинейным очертанием нижнего пояса. Между собой балки соединены продольными и поперечными связями. Опоры монолитные железобетонные на свайном основании (в основании нового моста буронабивные сваи). Высота проезжей части над уровнем воды — 14 м. Длина моста составляет 233 м, ширина — 39 м.
Мост предназначен для движения автотранспорта и пешеходов. Проезжая часть включает в себя 8 полос для движения автотранспорта. Покрытие проезжей части — асфальтобетон. Тротуары отделены от проезжей части металлическим барьерным ограждением. Перильное ограждение металлическое простого рисунка. На устоях устроены лестничные спуски.